# Серена Коул
Серена Коул (англ. Serena Cole; нар. 26 червня 2004) — ямайська легкоатлетка, яка спеціалізується у бігу на короткі дистанції.

## Спортивні досягнення
Дворазова чемпіонка світу серед юніорів в естафетному бігу 4×100 метрів (2021, 2022). На обох чемпіонатах здобуття золотої нагороди в естафеті супроводжувалось встановленням світового рекорду серед юніорів — 42,94 у 2021 та 42,59 у 2022.
Срібна призерка чемпіонату світу серед юніорів у бігу на 100 метрів (2022).